# 조르주 볼린스키

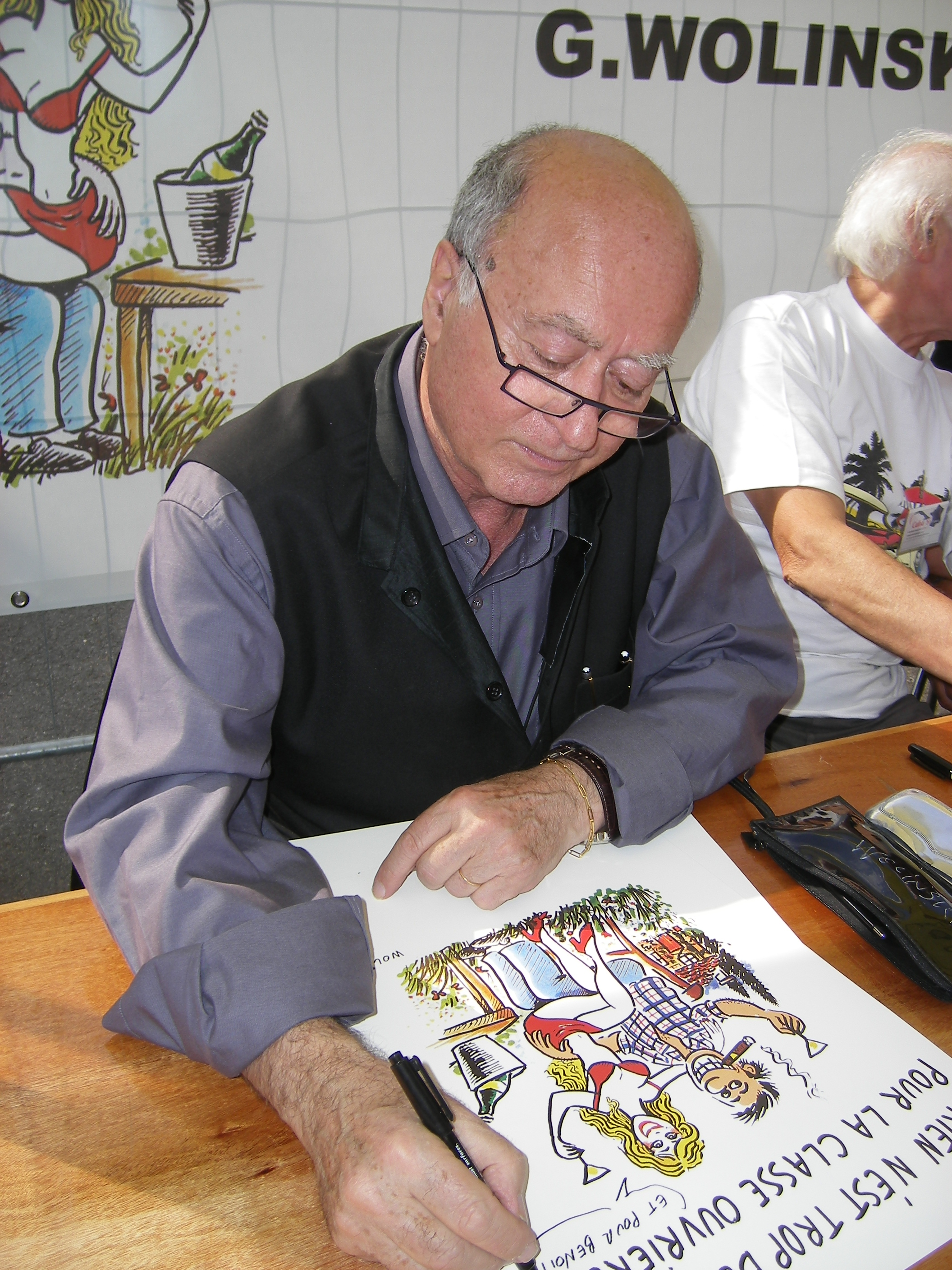
조르주 볼린스키

조르주 볼린스키(Georges Wolinski, 1934년 6월 28일 ~ 2015년 1월 7일)는 프랑스의 만화가이다. 프랑스령 튀니지 출신으로, 유대인 부모 밑에서 자랐다. 볼린스키는 〈샤를리 에브도〉에서 2015년 1월 발생한 총격 사건으로 사망하였다.